# Krasnoarméiskoie (Saràtov)
|  | Per a altres significats, vegeu «Krasnoarméiskoie». |

Krasnoarméiskoie (en rus: Красноармейское) és un poble de l'óblast de Saràtov, a Rússia, segons el cens del 2010 tenia 955 habitants. Pertany al districte municipal d'Engels.